# 하시모토 마나미
하시모토 마나미(일본어: 橋本 マナミ, 1984년 8월 8일~)는 일본의 그라비아 아이돌, 배우이다.